# Ковильне (Мелітопольський район)
Ковильне (до 1958 — Петрівське, до 2025 — Восход) —  село в Україні, у Мелітопольському районі Запорізької області. Входить до складу Новоуспенівської сільської громади. Населення становить 98 осіб.

## Географія
Село Ковильне розташоване за 3,5 км від села Матвіївка та Відродження. Поруч проходить залізниця, станція Платформа 142 км.
У селі є вулиці: Вишнева, Залізнична та Медова.

### Клімат
Клімат села помірно континентальний, зі спекотним літом і малосніжною, переважно теплою зимою, характеризується чітко означеною посушливістю.
| Клімат Восхода            | Клімат Восхода | Клімат Восхода | Клімат Восхода | Клімат Восхода | Клімат Восхода | Клімат Восхода | Клімат Восхода | Клімат Восхода | Клімат Восхода | Клімат Восхода | Клімат Восхода | Клімат Восхода | Клімат Восхода |
| Показник                  | Січ.           | Лют.           | Бер.           | Квіт.          | Трав.          | Черв.          | Лип.           | Серп.          | Вер.           | Жовт.          | Лист.          | Груд.          | Рік            |
| Середній максимум, °C     | −0,3           | 0,3            | 4,6            | 13,6           | 21,1           | 25,7           | 28,1           | 27,4           | 21,8           | 14,5           | 7,1            | 2,7            | 13             |
| Середня температура, °C   | −3,2           | −2,7           | 1,2            | 9,2            | 16,2           | 20,6           | 22,8           | 22,1           | 16,6           | 10,2           | 4,1            | 0,1            | 9              |
| Середній мінімум, °C      | −6,1           | −5,7           | −2,1           | 4,9            | 11,3           | 15,5           | 17,6           | 16,8           | 11,5           | 5,9            | 1,2            | −2,4           | 5              |
| Норма опадів, мм          | 40             | 34             | 30             | 31             | 41             | 50             | 45             | 36             | 33             | 25             | 36             | 47             | 448            |
| ------------------------- | -------------- | -------------- | -------------- | -------------- | -------------- | -------------- | -------------- | -------------- | -------------- | -------------- | -------------- | -------------- | -------------- |
| Джерело: climate-data.org |                |                |                |                |                |                |                |                |                |                |                |                |                |

## Історія
Засноване як село Петрівське.
7 (20) листопада 1917 року, відповідно до Третього Універсалу Української Центральної Ради, увійшло до складу Української Народної Республіки.
1958 року перейменоване в село Восход.
У 1962-1965 роках належало до Михайлівського району Запорізької області, відтак у складі Веселівського району.
До 2017 року орган місцевого самоврядування - Матвіївська сільська рада.
22 червня 2023 року рішенням Національної комісії зі стандартів державної мови віднесено до списку населених пунктів, які «можуть не відповідати лексичним нормам української мови», зокрема стосуватися «російської імперської чи колоніальної політики». Громаді рекомендовано запропонувати нову назву в установленому законодавством порядку.
 5 червня 2025 року Постановою Верховної Ради України №4483-ІХ «Про перейменування окремих населених пунктів, назви яких містять символіку російської імперської політики або не відповідають стандартам державної мови» село Восход перейменовано на Ковильне. 

## Населення
Згідно з переписом УРСР 1989 року чисельність наявного населення села становила 97 осіб, з яких 41 чоловік та 56 жінок.
За переписом населення України 2001 року в селі мешкало 97 осіб.

### Мова
Розподіл населення за рідною мовою за даними перепису 2001 року:
| Мова       | Кількість | Відсоток |
| ---------- | --------- | -------- |
| російська  | 70        | 71.43%   |
| українська | 23        | 23.47%   |
| вірменська | 5         | 5.10%    |
| Усього     | 98        | 100%     |